# Koji Miyata
Koji Miyata (n. 15 ianuarie 1923) este un fost fotbalist japonez.

## Statistici
| Japonia | Japonia | Japonia |
| An      | Meciuri | Goluri  |
| ------- | ------- | ------- |
| 1951    | 3       | 0       |
| 1952    | 0       | 0       |
| 1953    | 0       | 0       |
| 1954    | 3       | 0       |
| Total   | 6       | 0       |